# Terror Squad (Artillery)
| Recensione          | Giudizio |
| ------------------- | -------- |
| Rock Hard (tedesco) | [ 2 ]    |

Terror Squad è il secondo album in studio del gruppo musicale thrash metal danese Artillery, pubblicato nel 1987 dall'etichetta Neat Records.

## Il disco
Il disco è uscito a due anni di distanza dall'esordio ed è stato pubblicato in vinile anche dalla Roadrunner Records.
Nel 1999 la Neat Records lo ha ristampato in un doppio CD contenente anche il precedente Fear of Tomorrow. La versione rimasterizzata in CD è stata pubblicata dall'etichetta Axe Killer nel 1998 e da Metal Mind Productions nel 2008 con l'aggiunta di sette tracce bonus estratte dai demo realizzati tra il 1982 e il 1986. Un'ulteriore ristampa è uscita tramite Mort Productions il 30 aprile del 2015.
La copertina è stata disegnata dal chitarrista Jørgen Sandau.

## Tracce
1. The Challenge – 4:12
2. In the Trash – 4:50
3. Terror Squad – 5:50
4. Let There Be Sin – 3:55
5. Hunger and Greed – 5:06
6. Therapy – 4:09
7. At War with Science – 7:14
8. Decapitation of Deviants – 4:40

## Formazione
- Flemming Rönsdorf – voce
- Michael Stützer – chitarra (principale)
- Jørgen Sandau – chitarra (ritmica)
- Morten Stützer – basso
- Carsten Nielsen – batteria

## Nore
1. 1 2 3 4 5 6  (EN) Metal Archives - Terror Squad (in Additional Notes, Other Versions)
2. ↑  (DE) Thomas Kupfer, Rockhard - recensione Terror squad, su metal-hammer.de.
3. ↑   truemetal.it - recensione Terror squad, su truemetal.it.